# Сан-Хосе-Чильтепек
Сан-Хосе-Чильтепек (исп. San José Chiltepec)  —   населённый пункт и муниципалитет в Мексике, входит в штат Оахака. Население — 10 203 человека (на 2005 год).